# Grazia (teologia)
In ambito religioso, grazia è una benevolenza che Dio o - nei sistemi religiosi politeisti - una divinità manifesterebbe verso l'essere umano, come un sovrano si volge con favore verso un membro del suo popolo e gli concede doni, perché liberamente vuole e sceglie di farlo. Una grazia indica pure un favore particolare che sarebbe concesso da Dio o da un'altra divinità.

## Grazia nella Bibbia

### Antico Testamento
La grazia nell'Antico Testamento non ha un significato teologico preciso. Al posto di "grazia" si trova meglio l'idea di benignità che esprime la costanza della bontà di Dio, anche come unzione di un re, o come dono di amore gratuito da parte Sua.
Nell'Antico Testamento si usano due parole di base per indicare l'idea della misericordia e del favore di Dio: chesed (ad es. in Lamentazioni 3,22) e, più importante ancora, chen (Genesi 33,8, 33,10, 33,15; Geremia 31,2).
Si parla così di persone che hanno trovato grazia davanti a Dio (Noè, Genesi 6,8;Mosè, Esodo 33,12-17; Davide, 2 Samuele15,25). In Genesi 6:8, il greco χάρις rende l'ebraico חֵ֖ן (ẖen), per descrivere perché Dio salvò Noè dal Diluvio.
Il più grande atto di grazia, però, è quello di aver scelto Israele come Suo popolo ed aver stipulato con esso un'alleanza (Esodo 34,6; Isaia 63,7-9; Salmi 103,8), e di conservarlo tale nonostante le sue trasgressioni. Ecco perché anche il peccatore che si ravvede può fare appello alla sua grazia (Salmi 51,1). La grazia divina include l'insegnamento della Legge (Salmi 119:29) e il soddisfacimento delle preghiere (Salmi 27:7). Nel Salmo 85, l'autore prega Dio per il perdono e invoca la sua grazia e misericordia perché portino nuova vita dopo l'esilio.
Attraverso l'Antico testamento ricorre il pensiero che Dio vuole salvare e non distruggere. La grazia è, così, la volontà di Dio di salvare la creatura umana dalle conseguenze temporali ed eterne del peccato.

### Nuovo Testamento
Nel Nuovo Testamento le due parole equivalenti che la indicano sono eleos (es. Romani 9,15-18), e charis (es. 1 Corinzi 1,4). Qui ritroviamo i due significati essenziali di grazia nell'Antico Testamento: favore, gentilezza, bontà; oppure atto o atteggiamento di misericordia di Dio verso la creatura umana.
Come favore in senso generale (Luca 2,52; Atti 2,47; Romani 1,7; 1 Corinzi 1,3; 2 Corinzi 1,2; Galati 1,3; Efesini 1,2; Filippesi 1,2; Colossesi 1,2; 1 Tessalonicesi 1,1; 2 Tessalonicesi 1,2; Filemone 3) unito spesso a "pace" e "misericordia". In alcuni passi indica il successo di qualcosa fatto in nome di Dio (Atti 11,23; 7,10).
In Luca 12:15, troviamo uno dei pochi passi dove Gesù parla dei beni materiali: «State attenti e guardatevi da ogni avarizia; perché non è dall'abbondanza dei beni che uno possiede, che egli ha la sua vita», confrontabile con la narrazione della Sua nascita, in una umile e semplice mangiatoia, come per le altre due persone più in grazia di Dio: Maria e Giuseppe.
Il termine grazia ricorre nel suo significato specifico soprattutto nelle epistole dell'apostolo Paolo. Possiamo descriverlo in alcuni concetti.
La "grazia" di Dio verso gli uomini che hanno accettato Gesù come personale salvatore, apre i cieli con un favore di accettazione e di adozione concedendo il beneficio di ogni risorsa necessaria per l'anima dell'uomo ma anche per le risorse terrene.
1. La potenza di Dio che si manifesta con generosità verso la creatura umana: è grazia sovrabbondante (2 Corinzi 9,14[32]) che determina la generosità che i credenti, a loro volta, devono manifestare. Per questo l'isapostolo Paolo può dire della propria esperienza personale: « ...per la grazia di Dio io sono quello che sono; e la grazia sua verso di me non è stata vana; anzi, ho faticato più di tutti loro; non io però, ma la grazia di Dio che è con me. »   ( 1Cor 15,10), su laparola.net.)

 È la grazia di Dio che distribuisce alla comunità cristiana doni da usarsi nel servizio di Dio e degli altri (Efesini 3,7). L'apostolo Pietro afferma: 
1. Grazia e salvezza. Nell'Antico Testamento la grazia di Dio aveva come presupposto l'alleanza fra Dio e il popolo eletto (espresso nella legge del Sinai). Nel Nuovo Testamento, di conseguenza, la grazia esprime un'alleanza fra Dio e la creatura umana nell'opera compiuta da Cristo. Sorge così la nuova espressione "la grazia del nostro Signore Gesù Cristo". Non è chiaro quanto questa espressione comporti una concezione giuridica precisa. È certo, però, come essa indichi la presenza benefica e l'opera del Cristo (Cfr. Romani 16,20-24[34]; 1 Corinzi 16,23[35]; 2 Corinzi 13,13[36]; Filippesi 4,23[37]; 1 Tessalonicesi 5,28[38]; Apocalisse 22,21[39]). L'amore e l'iniziativa divina raggiungono la sua manifestazione più grande nella Persona e nell'opera di Gesù Cristo (2 Corinzi 8,9[40]; Filippesi 2,6[41] ss). Nel sinodo di Gerusalemme Pietro afferma: « Noi crediamo che siamo salvati mediante la grazia del Signore Gesù. »   ( At 15,11), su laparola.net.)

 La grazia della salvezza ci è stata accordata per merito dell'opera che Gesù Cristo ha compiuto a nostro favore (2 Timoteo 1,9; 2,1). Il prologo del vangelo secondo Giovanni fa una simile affermazione: 
1. La grazia e la fede. In Atti 18,27[44] si afferma che la fede in Cristo è uno degli effetti della grazia di Dio, un Suo dono. Nell'epistola ai Romani il binomio grazia-fede viene affermato contro il legalismo israelita. Grazia è l'intervento gratuito di Dio, non ha altra ragione che l'amore di Dio: « ...ma sono giustificati gratuitamente per la sua grazia, mediante la redenzione che è in Cristo Gesù »   ( Rm 3,24, su laparola.net.)

 La fede introduce la creatura umana nella grazia di Dio: 
 Non è più un rapporto che dipende dall'osservanza della legge di Dio (Romani 6,14; 11,6) ma si basa sulla fiducia riposta nell'opera compiuta da Cristo.
1. La grazia e il peccato. La grazia indica un perdono che rigenera spiritualmente la creatura umana che ad essa si affida. Il contrario del peccato non è la virtù ma la grazia. È la grazia che risana la malattia mortale di cui è affetta la creatura umana: « La legge poi è intervenuta a moltiplicare la trasgressione; ma dove il peccato è abbondato, la grazia è sovrabbondata (...) Che diremo dunque? Rimarremo forse nel peccato affinché la grazia abbondi? »   ( Rm 5,20;6,1, su laparola.net.)

 Dimenticare che questo dipende dall'opera di Cristo e pretendere che essa dipenda dalla nostra ubbidienza significa scadere dalla grazia: 
 Lo scopo della grazia è quello di formare la creatura umana affinché si comporti secondo giustizia: 
1. La grazia e l'elezione. La grazia è collegata ad un preciso piano di Dio secondo il quale è Lui a suscitare i credenti. Si tratta di un mistero che va oltre alla ragione umana. L'inizio della fede come pure la sua continuità dipende da questo piano: « ... Così anche al presente, c'è un residuo eletto per grazia. »   ( Rm 11,5, su laparola.net.)

 L'elezione, o predestinazione è connessa con una vocazione viva e continuamente incarnata.
Si può "crescere nella grazia" (2 Pietro 3,18) e diventare coeredi della grazia della vita eterna (2 Pietro 3,7).

## Grazia nel cattolicesimo
Nel cattolicesimo la grazia è un dono profuso gratuitamente (vocazione) da Dio e infuso nell'anima dell'uomo dallo Spirito Santo, che lo rende partecipe della vita divina; ciò avviene grazie alla remissione dei peccati e attraverso i doni elargiti all'uomo dallo Spirito Santo Dio (detti carismi). La grazia è una partecipazione alla vita di Dio, che si riversa sugli uomini, che guarisce dal peccato e santifica. I mezzi con cui Dio concede la grazia sono molti. Essi includono l'insieme della verità rivelata, i sacramenti e il ministero gerarchico. Tra i principali mezzi della grazia vi sono i sacramenti (soprattutto l'Eucaristia), le preghiere e le opere buone. Anche i sacramentali sono mezzi di grazia.  sacramenti stessi, non le persone che li amministrano o coloro che li ricevono, sono «mezzi di grazia», anche se la mancanza delle necessarie disposizioni da parte di chi li riceve ostacolerà l'efficacia del sacramento. La Chiesa cattolica sostiene che "solo per grazia, nella fede nell'opera salvifica di Cristo e non per alcun merito da parte nostra, siamo accettati da Dio e riceviamo lo Spirito Santo, il quale rinnova i nostri cuori mentre ci munisce dei suoi doni e ci chiama a buone opere". Sia il Concilio di Orange (del 529) che il Concilio di Trento hanno affermato che siamo «gratuitamente giustificati, perché nessuna delle cose che precedono la giustificazione, sia la fede che le opere, merita la grazia della giustificazione».
Il Concilio di Trento ha dichiarato che il libero arbitrio dell'uomo, mosso e stimolato da Dio, può per consenso divino cooperare con Dio, che ne sospinge e sollecita l'azione; e che può così disporre e prepararsi per ottenere la grazia della giustificazione. La volontà può resistere alla grazia se vuole (non si dà grazia irresistibile). Non è una volontà senza vita, che rimane puramente passiva. Indebolito e diminuito dalla caduta di Adamo, il libero arbitrio non è ancora distrutto nella corsa (Sessione VI, cap. i e v).
La Dichiarazione congiunta sulla dottrina della giustificazione, sottoscritta da cattolici e luterani, afferma:

### Grazia santificante e attuale
Nel Battesimo si riceve la grazia santificante (o deificante), che segna l'inizio del rapporto filiale tra Dio e l'uomo. Tale rapporto filiale si intende nel senso che Dio opera nell'uomo attraverso la grazia solo ed esclusivamente se l'uomo risponde alla chiamata di Dio. Questa è la prima delle grazie sacramentali, che sono i doni elargiti nei differenti sacramenti.
Nella teologia cattolica, l'espressione stato di grazia (o grazia di Dio, o grazia abituale) indica specificamente la condizione dell'assenza di peccato, o più comunemente la disposizione di un uomo a vivere permanentemente secondo le norme di vita cristiana, nell'amore per Dio e per gli altri uomini. Chi muore in stato di grazia ottiene la salvezza eterna e accede al Paradiso (eventualmente dopo un periodo di Purgatorio).
Quando un fedele perda lo stato di grazia, lo può riottenere attraverso il sacramento della Confessione o Penitenza (o Riconciliazione), nel quale tutti i peccati commessi vengono perdonati da Dio. Si parla in questo caso di grazie attuali, che sono quegli interventi di Dio all'inizio e alla fine della conversione.
Una grazia inoltre può essere materiale, ad esempio la guarigione da una malattia, o spirituale, come la cosiddetta conversione del cuore.
Nel cristianesimo cattolico, i fedeli possono chiedere ''grazie'' attraverso la preghiera, sia rivolgendosi direttamente a Dio, sia invocando l'intercessione di un santo (in special modo di Maria).
Infine ogni uomo è dotato di grazie speciali (o carismi), doni gratuiti più o meno eclatanti, dalla compassione a varie capacità (es. parlare lingue sconosciute (xenoglossia), come successe agli apostoli il giorno di Pentecoste, ecc.). Grazie sono associate, secondo la tradizione religiosa, in particolare alla recita del Santo Rosario.

### Clemente alessandrino e Origene
Tra II e III secolo, già Origene nel trattato Sui principi affermava che la grazia di Cristo coopera col libero arbitrio alla salvezza. Nella sua teologia, la salvezza vale per tutte le creature razionali e intelligenti, non solo l'uomo, ma anche Satana e i suoi angeli.Origene fu poi condannato come eretico per questa dottrina dell'apocatastasi, che affermava Cristo come mediatore universale di salvezza.
Clemente alessandrino negli Stromata afferma che: "Rimane un’unica strada per conoscere quanto ci è ignoto: la grazia di Dio e il solo Logos, che è presso di lui". Nell'opera sostiene la necessità della cooperazione fra grazia divina e libero arbitrio umano per la salvezza dell'uomo.

### Agostino e Pelagio
All'inizio del V secolo, Pelagio, un asceta che si dice provenisse dalla Gran Bretagna, era preoccupato per il lassismo morale della società di cui fu testimone a Roma. Egli attribuì tale lassismo alla teologia della grazia divina predicata da Agostino di Ippona, tra gli altri. Affermò con forza che gli esseri umani avevano il libero arbitrio ed erano in grado di scegliere il bene così come il male. Agostino, attingendo alle affermazioni dei seguaci di Pelagio piuttosto che agli stessi scritti di Pelagio, iniziò un dibattito che avrebbe avuto effetti di lunga portata sui successivi sviluppi della dottrina nel Cristianesimo occidentale. Il pelagianesimo fu ripudiato dal Concilio di Cartagine del 418, in gran parte su iniziativa pressante di Agostino. Tuttavia, ciò che Pelagio insegnò era probabilmente quello che è stato chiamato semipelagianesimo.
Nel pensiero semipelagiano, sia Dio che la persona umana partecipano sempre al processo della salvezza. Gli esseri umani compiono scelte esercitando il libero arbitrio, scelte che sono aiutate da Dio attraverso la creazione, la grazia naturale, la grazia "soprannaturale" e le limitazioni imposte all'influsso dei demoni. Dio porta continuamente la persona umana a scelte vere, che Egli aiuta e incoraggia, nell'ambito del processo di crescita spirituale e di salvezza. Il semipelagianesimo è simile al sinergismo, che appartiene alla tradizionale dottrina patristica. Giovanni Cassiano, in continuità con la dottrina patristica, insegnò che, sebbene la grazia sia inizialmente richiesta alle persone per salvarsi, non esiste una depravazione totale, ma rimane una capacità morale o noetica nell'uomo che non è influenzata dal peccato originale finalizzabile alla salvezza, motivo per cui le persone devono cooperare insieme (sinergismo) con la grazia divina per essere salvate. Questa posizione fu accettata dalla Chiesa ortodossa orientale e da molti protestanti riformati, mentre nella Chiesa cattolica è stata associata in modo particolare alla Compagnia di Gesù.
La grazia attuale si distingue fra la grazia di Cristo dalla grazia di Dio vera e propria. La prima deriva dagli infiniti meriti di salvezza acquisiti da Cristo con il preziosissimo sangue versato sulla croce ed è una grazia che risana e chiude le ferite del peccato (gratia medicinalis); la seconda prescinde dagli infiniti meriti di salvezza ed eleva alla comunione con Dio, che è perfetta soltanto nella vita dopo la morte dove la fede diventa superflua perché la visione di Dio è piena ed evidente (gratia elevans).

### Tommaso d'Aquino
Tommaso d'Aquino discute le divisioni della grazia nella Summa Theologiae (I-II, q. 111).
La gratia gratis data (grazia donata gratuitamente) è indipendente dalla vita morale personale o dal comportamento del suo possessore. A questa classe appartengono doni di grazia come i carismi (profezia, dono dei miracoli, dono delle lingue), il potere sacerdotale di consacrazione e di assoluzione e il potere gerarchico di giurisdizione. Inoltre, distingue grazia operante e cooperante, grazia preveniente e susseguente.
La grazia proviene soltanto da Dio che è sorgente di ogni bene. Essa non è mera compiacenza divina, ma un dono che crea una nuova qualità stabile ed abituale dell'anima. La grazia esprime l'amore particolare di Dio per le creature razionali (uomo e angeli), che si aggiunge all'amore di Dio per tutto il creato. La grazia eleva e rende partecipi della vita divina, deifica, fa divenire deiformi (nella patristica greca: theosis, parola nota e ricorrente nella Summa Theologiae). È l'essenza dell'anima a partecipare della vita divina; l'anima da sola non può elevarsi al di là e al di sopra della propria natura (come nessun altro ente): è necessario l'intervento divino perché questo diventi realtà. La grazia è distinta ed è il sostrato delle altre virtù infuse (cardinali e teologali).

### Cattolici vs protestanti
Nel 1547, il Concilio di Trento mirava a estinguere i movimenti controversi in seno alla Chiesa cattolica romana e a stabilire un insegnamento ortodosso sulla grazia e la giustificazione, distinto da quelli protestanti. Il concilio insegnò che la giustificazione e la santificazione sono elementi dello stesso processo. La grazia della giustificazione è conferita per i meriti infiniti della Passione di Cristo, senza alcun merito da parte del giustificato, il quale è abilitato a cooperare solo per tramite della grazia di Dio. La grazia della giustificazione può essere persa a causa del peccato mortale, ma può anche essere ripristinata dal sacramento della Penitenza. I sacramenti sono, insieme alla verità rivelata, il mezzo principale della grazia, un tesoro di grazia, che Cristo ha meritato con la sua vita e morte e ha donato alla Chiesa. [Ciò non significa che altri gruppi di cristiani non dispongano di un tesoro di grazia, poiché, come ha affermato il Concilio Vaticano II, "al di fuori del suo organismo si trovino parecchi elementi di santificazione e di verità, che, appartenendo propriamente per dono di Dio alla Chiesa di Cristo, spingono verso l'unità cattolica".

### Giansenisti vs Gesuiti
Più o meno nello stesso periodo in cui calvinisti e arminiani discutevano sul significato della grazia nel Protestantesimo, nel Cattolicesimo si svolgeva un dibattito simile tra i giansenisti e i gesuiti. L'opera Augustinus, composta da Cornelius Jansen nel 1640, cercò di rimettere a fuoco la teologia cattolica sui temi del peccato originale, della depravazione umana, della necessità della grazia divina e della predestinazione, così come li trovò nelle opere di Agostino. I giansenisti, come i puritani, credevano di appartenere a una chiesa riunita chiamata fuori dalla società mondana e si aggregarono in istituzioni come i conventi di Port-Royal nei quali tentavano di condurre vite di maggiore intensità spirituale. . Blaise Pascal attaccò quello che definì il lassismo morale nella casistica dei Gesuiti. La teologia giansenista rimase un partito minoritario all'interno del cattolicesimo e durante la seconda metà del XVII e XVIII secolo fu condannata come eresia per le sue somiglianze con il calvinismo , sebbene il suo stile rimase influente nei circoli ascetici.

### Ruolo della Vergine Maria
Mediatrice di tutte le grazie è un titolo mariano che è oggetto di venerazione da parte di alcune comunità di fedeli della Chiesa cattolica. Secondo tale titolo, la Beata Vergine Maria, madre di Dio, è la mediatrice di qualsiasi grazia divina, vale a dire è colei che con la sua preghiera di intercessione presso la Trinità vivente in Paradiso può procurare alle creature umane le grazie richieste. Il titolo di "mediatrice di tutte le grazie" è complementare a quelli di "avvocata, ausiliatrice, benefattrice" e a quello di Corredentrice.
Nell'enciclica Iucunda Super Expectatone dell'8 settembre 1894, papa Leone XIII affermava:
(Iucunda Super Expectatione, 8 settembre 1894)
La Vergine Maria fu paragonata rispettivamente al collo e al cuore da Gabriele Roschini e Sebastian Tromp nell'ambito di un'accesa disputa teologica. Il titolo di Mediatrice fu ripreso anche nell'enciclica Ad diem illum del 1904 di san Pio X. 
Nel 1921, su impulso del cardinale Désiré-Joseph Mercier, papa Benedetto XV concesse a tutto il Belgio un ufficio e una Messa nei quali la Beata Vergine Maria era venerata come mediatrice di tutte le grazie.
L'enciclica Miserentissimus Redemptor del 1928 invocò Maria come avvocata dei peccatori, dispensiera e mediatrice di grazia.
La Lumen Gentium (n. 62) afferma che la beata Vergine è invocata nella Chiesa con i titoli di avvocata, ausiliatrice, soccorritrice, mediatrice.

## Grazia nel protestantesimo
Nel luteranesimo o protestantesimo, sorto in polemica col vecchio pelagianesimo ed il nuovo semipelagianesimo, il concetto di grazia è soprattutto giuridico. Nella sua pessimistica visione dell'essere umano, essa presuppone che questi sia un trasgressore della legge di Dio ed un ribelle alla Sua autorità, e quindi meritevole di essere condannato da Dio senza appello. Ogni essere umano è in condizione di peccato e quindi sottoposto all'ira di Dio

e destinato all'eterna separazione da Lui. Dio, però, non solo è giusto (onora fino in fondo la Sua giustizia), ma è anche misericordioso. Per questo Egli ha deciso di concedere la Sua grazia, cioè il Suo perdono dalla pena che meritiamo (in poche parole una "immeritata benignità") a tutti coloro che credono in Gesù il Cristo. Giovanni afferma: 
Dio Padre può fare questo dopoché il Suo Figlio Gesù, il biblico Messia, morendo in croce, ha pagato il prezzo della giustificazione, cioè la liberazione dalla colpa dei Progenitori (peccato originale), per l'intera l'umanità. Quindi Dio concede a tutti il dono del ravvedimento e della fede in Cristo, e quindi della loro totale riabilitazione davanti a Lui, frutto appunto solo della Sua grazia. La lettera di san Paolo agli Efesini afferma: